# PT-101

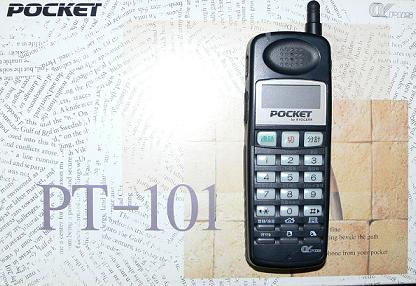
PT-101 1995年

PT-101は旧DDIポケットグループ（現ワイモバイル）がPHS事業を始めた際に最初に投入した機種の1つである。当時のPHSはEメールサービス等は行っていなかったので、ほぼ通話送受信のみに徹した機器である。
トランシーバー機能を持っており、親機HS-111を利用することにより最大8台を子機として使うことができた。

## 各種仕様
- 機種名 PT-101
- サイズ 幅約53×高さ約143×厚さ27mm（突起部除く）
- 質量 約145g
- 色 ブラックのみ
- 連続通話時間 約300分
- 連続待受時間 約200時間
- 充電時間 約10時間
- バッテリ－ 3.6V、730mAh
  - 単4乾電池3本での運用も可能

## その他
- この機種には1993年10月からのPHS使用実験に使用された前身機種があるようで、当時DDIポケットグループより発行されたPHSシステムを紹介する1994年3月発行のパンフレット等に掲載されている。前身機種は色がグレー、形が多少違う、「POCKET」のロゴが全く違う、「by KYOCERA」文字が無い等の違いがある。なお、1994年4月発行のパンフレットにはPT-101が載っている。